# Filomena Serpa
Filomena Furtado Serpa (Velas, 8 de agosto de 1861 — Praia da Vitória, 17 de setembro de 1930) foi uma poetisa parnasiana da escola açoriana.

## Biografia
Naseu na vila de Velas, da ilha de São Jorge, foi cedo viver para a ilha Terceira, onde fixou residência na Praia da Vitória. Embora essencialmente autodidata, dominava várias línguas e escreveu em francês.
Aos 15 anos de idade começou a publicar os seus poemas no jornal O Jorgense, avançando para outros periódicos como A Persuasão e A Actualidade, de Ponta Delgada, O Imparcial e A União, de Angra do Heroísmo, o Almanaque Luso Brasileiro, a revista ABC e o Almanaque Açores.
Com uma produção poética que a coloca entre os parnasianos da poesia açoriana, foi integrada na Antologia Poética dos Açores, organizada por Ruy Galvão de Carvalho.  Escreveu a letra para o hino do centenário da batalha de 11 de Agosto de 1829. 
Utilizou os pseudónimos de Alice e Carlos Cesar. 